# Església de Sant Salvador de Guardiola
Església de Sant Salvador de Guardiola és una obra del municipi de Sant Salvador de Guardiola (Bages) inclosa en l'Inventari del Patrimoni Arquitectònic de Catalunya.

## Descripció
Es tracta d'una església que substitueix l'anterior romànica, situada en un indret planer als afores de la vila. Està estructurada a partir d'una planta rectangular i també un campanar de torre, i consta d'una nau principal i dues laterals. La façana, és força senzilla i té algunes reminiscències renaixentistes. Destaca una galeria catalana porxada en un dels murs laterals.